# Vereniging van Nederlandse Gemeenten
De Vereniging van Nederlandse Gemeenten, afgekort VNG, is de koepelorganisatie van alle gemeenten in Nederland. De vereniging werd op 28 februari 1912 opgericht door onder anderen Isaac Antoni van Roijen. De VNG is een privaatrechtelijke rechtspersoon met volledige rechtsbevoegdheid naar Nederlands recht. Voorzitter van het bestuur is sinds 14 juni 2023 Sharon Dijksma.
Behalve de Nederlandse gemeenten zijn ook de landen Aruba, Curaçao en de bijzondere gemeenten Bonaire, Saba en Sint Eustatius lid van deze organisatie.
Een van de belangrijkste doelstellingen van de VNG is de belangenbehartiging van alle gemeenten bij andere overheden, waaronder de provincies en het Rijk.

## Taken van de VNG

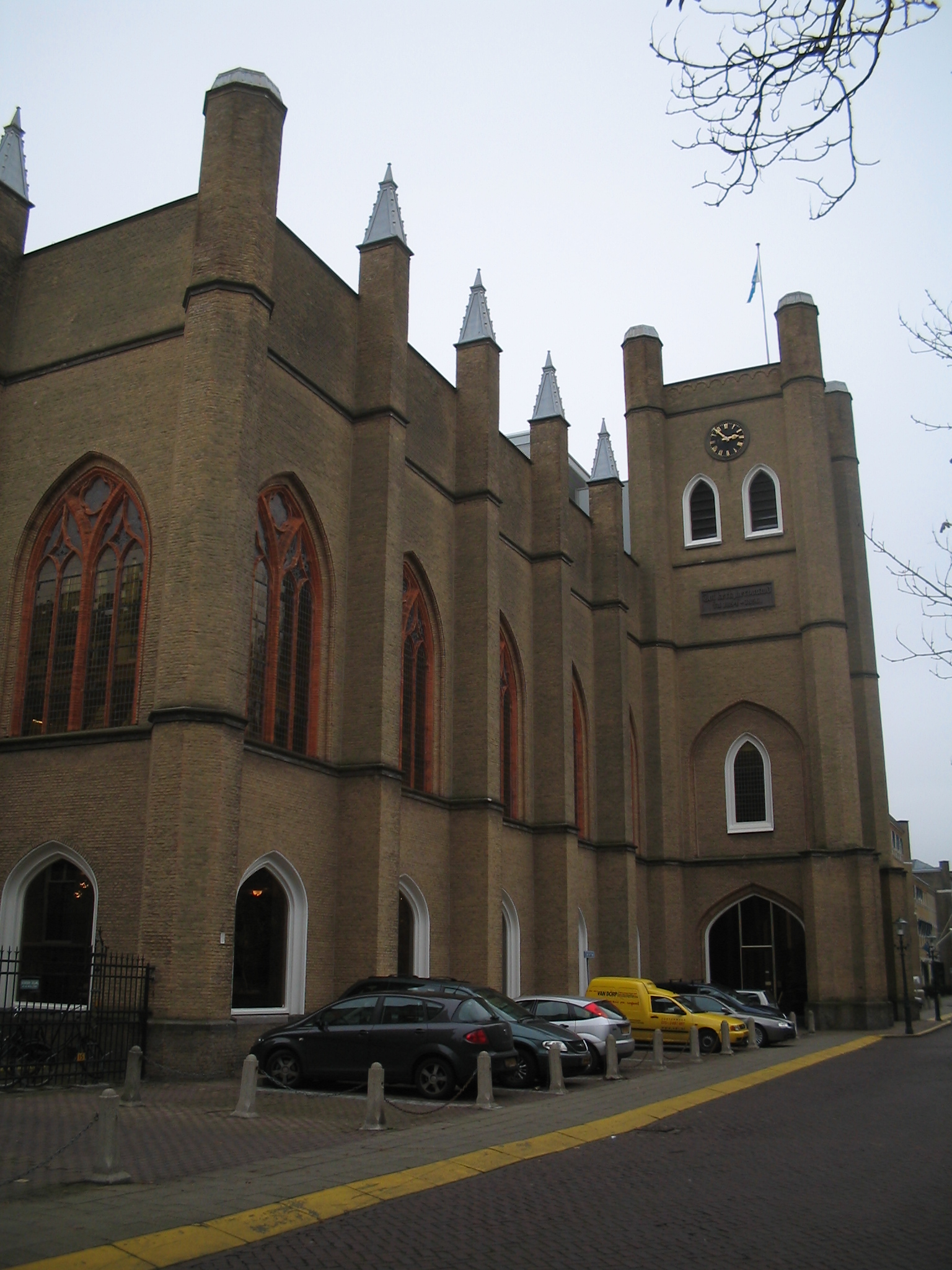
Willemshof

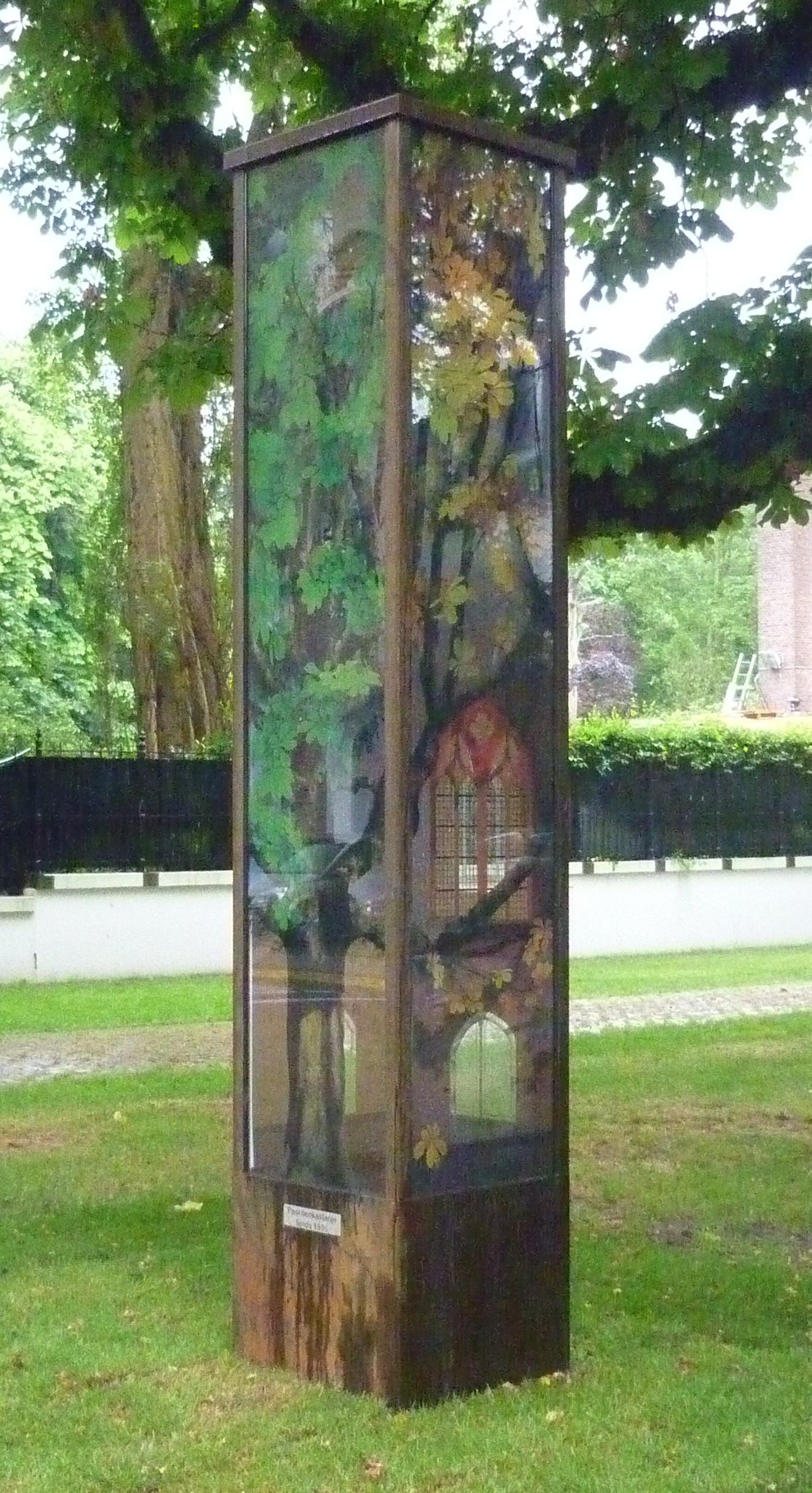
Glazen zuil

De Vereniging van Nederlandse Gemeenten is de koepelorganisatie van alle gemeenten. De VNG ondersteunt gemeenten bij het vertalen van nationaal beleid naar gemeentelijk beleid, bij kennisdeling over de uitvoeringspraktijk en behartigt de belangen van alle gemeenten bij diverse partijen.
Tot de activiteiten behoren:
- Bieden van een platform
- Belangenbehartiging
- Dienstverlening aan gemeenten
- Ontwikkeling producten en diensten

## Beleidscommissies
Het bestuur van de VNG bestaat uit een voorzitter, een vicevoorzitter, de voorzitters van de vaste beleidscommissies en elf leden. Er moeten in ieder geval drie burgemeesters, drie wethouders, drie raadsleden, één secretaris en één griffier in het bestuur zitting hebben. Het bestuur vergadert elf keer per jaar. Sinds 1 april 2020 is Leonard Geluk algemeen directeur.
Naast het bestuur heeft de VNG een aantal vaste beleidscommissies, het College voor Arbeidszaken en een aantal sub/adviescommissies. Deze commissies gaan over de belangrijkste gemeentelijke beleidsterreinen. 
Naast deze beleidscommissies heeft de VNG ook een College van Dienstverleningszaken. Het College adviseert het VNG-bestuur over het vaststellen van standaarden voor de gemeentelijke uitvoering en bijbehorende initiatieven, zodat alle gemeenten deze in gebruik kunnen nemen. Waar reguliere beleidscommissies van de VNG zich richten op strategie, belangenbehartiging en beleid richt het CvD zich primair op gezamenlijke gemeentelijke uitvoering en standaarden op het gebied van dienstverlening en informatievoorziening. Het College is de bestuurlijk portefeuillehouder van de GGU en bestaat uit bestuurders, gemeentesecretarissen wethouders en adviseurs.

## Voorzitters
| Voorzitter                       | Gemeente          | Vanaf          | Tot            | Bron              |
| -------------------------------- | ----------------- | -------------- | -------------- | ----------------- |
| Edo Johannes Bergsma             | Enschede          | 1913           | 1916           | :38               |
| Jules Cornelis van Randwijck     | Amersfoort        | 1916           | 1924           | :38               |
| Joachimus Pieter Fockema Andreae | Utrecht           | 1924           | 1927           | :68               |
| Willem Carel Wendelaar           | Alkmaar           | 1927           | 1932           | [ 2 ]             |
| Pieter Droogleever Fortuyn       | Rotterdam         | 1932           | 1938           | [ 2 ]             |
| Pieter Oud                       | Rotterdam         | 1939           | 1941           | :202              |
| Onder Duits gezag:84             |                   |                |                |                   |
| Pieter Oud                       | Rotterdam         | 1945           | 1952           | :202              |
| Arnold Jan d'Ailly               | Amsterdam         | 1952           | 1957           | [ 2 ]             |
| Hans Kolfschoten                 | Den Haag          | 1957           | 1965           | [ 2 ]             |
| Hendrik Wytema                   | Alkmaar           | 1965           | 1970           | [ 2 ]             |
| Jos Lindeboom                    | Bedum             | 1970           | 1971           | [ 2 ]             |
| Hans Roelen                      | Arnhem            | 1971           | 1980           | [ 2 ]             |
| Kees Verplanke                   | Ridderkerk        | 1980           | 1981           | [ 2 ]             |
| Job Drijber                      | Arnhem            | 1981           | 1987           | [ 2 ]             |
| Ad Havermans                     | Den Haag          | 1987           | 1994           | [ 2 ]             |
| Ivo Opstelten                    | Utrecht           | 1994           | 1999           | [ 2 ]             |
| Jan Franssen                     | Zwolle            | 1999           | 2000           | [ 2 ]             |
| Wim Deetman                      | Den Haag          | 2000           | 1 januari 2008 | [ 3 ] [ 2 ] [ 4 ] |
| Annemarie Jorritsma              | Almere            | 1 januari 2008 | 3 juni 2015    | [ 5 ] [ 6 ]       |
| Jan van Zanen                    | Utrecht, Den Haag | 3 juni 2015    | 14 juni 2023   | [ 7 ] [ 8 ]       |
| Sharon Dijksma                   | Utrecht           | 14 juni 2023   | heden          | [ 9 ]             |

## Willemshof
De VNG is gehuisvest in de Willemshof. Oorspronkelijk was dit gebouw, dat in 1846 werd gebouwd in opdracht van koning Willem II, een manege. Na het overlijden van Willem II in 1849 werd het gebouw verkocht aan de Nederlandse Hervormde Kerk en kreeg het een andere bestemming. Onder anderen prinses Wilhelmina en prinses Juliana zijn gedoopt in deze kerk. In 1962 werd het kerkgebouw gesloten en stond het enige jaren leeg. In 1972 kocht de VNG het pand. In 1975 opende prinses Beatrix het pand en werd de Willemshof het kantoor van de VNG. Na een grondige renovatie (2008/2009) werd het pand in 2009 opnieuw geopend, deze keer door koningin Beatrix.
In de Willemshof is ook een aantal gelieerde verenigingen en organisaties gevestigd, waaronder:
- VNG International
- VNG Connect
- VNG Risicobeheer
- VNG Realisatie
- VNG Naleving
- Nederlands Genootschap van Burgemeesters
- Wethoudersvereniging
- Nederlandse Vereniging voor Raadsleden (tot 2018: Raadslid.NU)
- Vereniging van Griffiers
- Vereniging van Gemeentesecretarissen
- Gemeentelijk Netwerk voor Mobiliteit en Infrastructuur (GNMI)